# 카르카손 공항

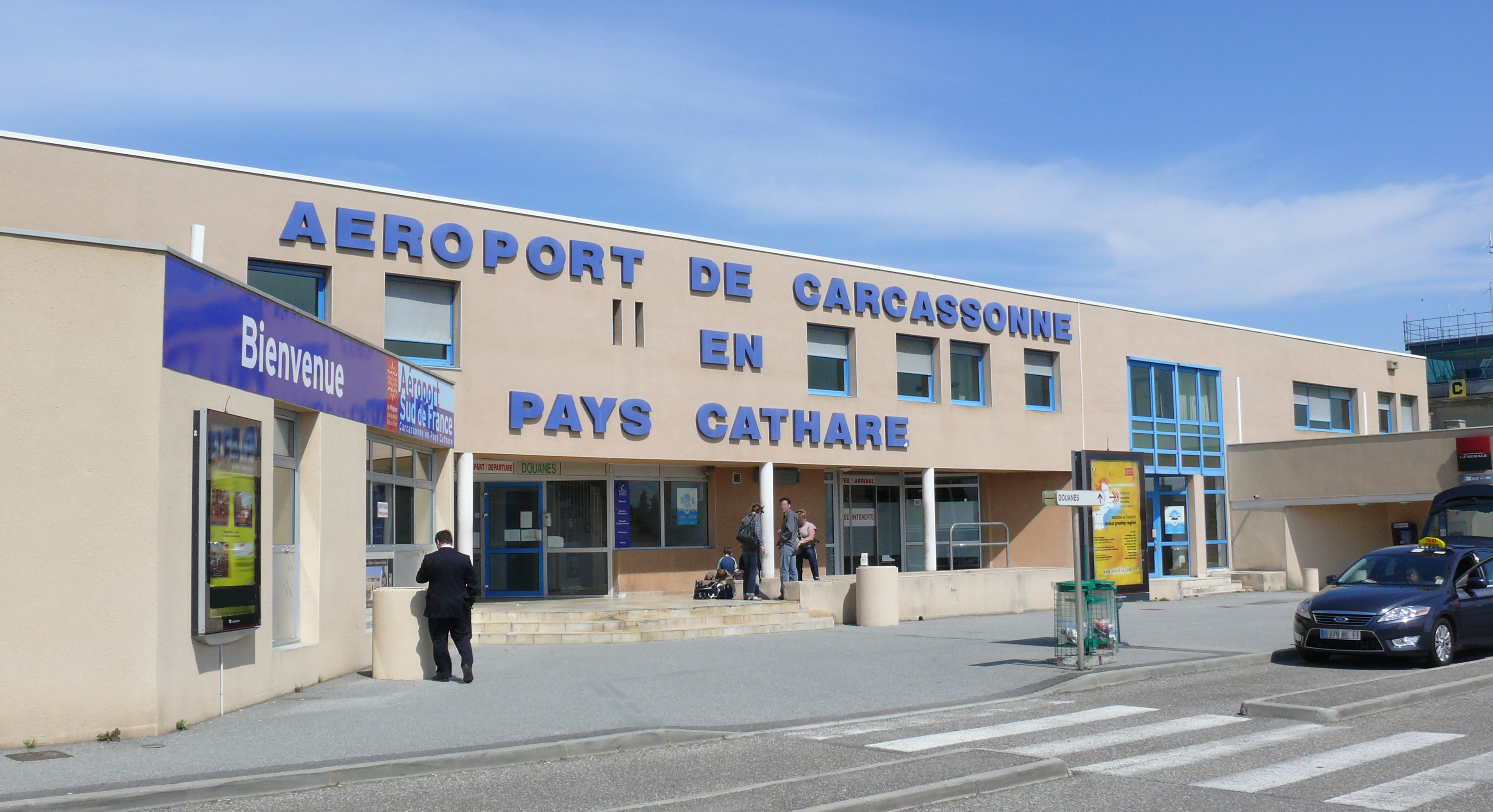

카르카손 공항(Carcassonne Airport, 프랑스어: Aéroport de Carcassonne, IATA: CCF, ICAO: LFMK)은 카르카손과 랑그도크 남부 지역을 관할하는 공항이다. 이 공항은 프랑스 옥시타니 오드 데파르트망의 도시 중심부에서 3킬로미터 지점인 도시 서쪽 끝자락에 위치해 있다. 다른 이름으로는 살바자 공항(Salvaza Airport), 카르카손 살바자 공항(Carcassonne Salvaza Airport), Carcassonne Airport in Pays Cathare (Aéroport de Carcassonne en Pays Cathare) 등으로 불린다. 이 공항은 범용 항공뿐 아니라 상업용 국가, 국제 비행편들을 수용한다.